# Tytanomachia

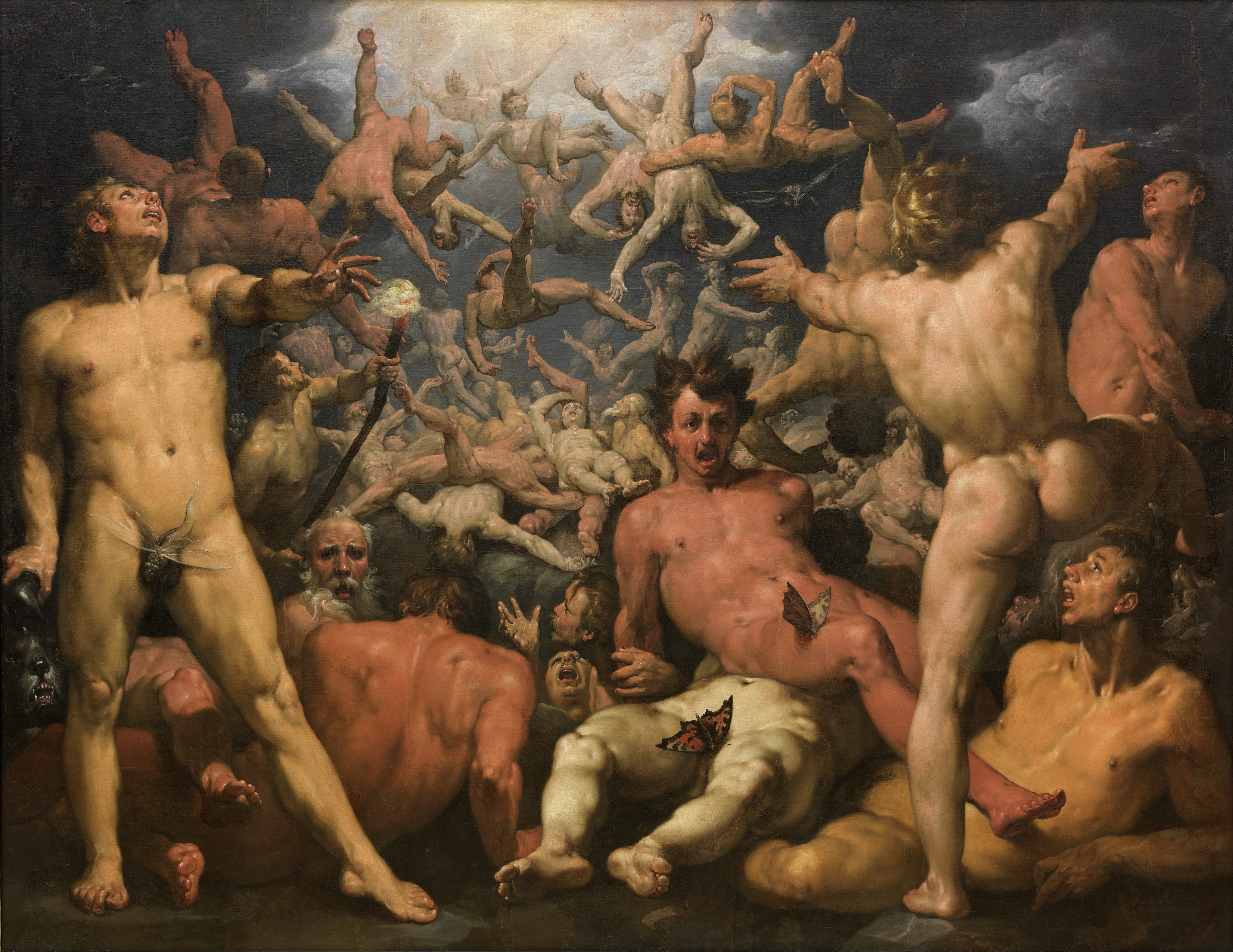
Upadek tytanów, Cornelis van Haarlem, 1588

Tytanomachia (gr. Τιτανομαχία Titanomachía) – w mitologii greckiej walka bogów, pod wodzą Zeusa, z tytanami o władzę nad światem, zakończona zwycięstwem bogów olimpijskich i strąceniem tytanów do Tartaru.

## Początek
Rozpoczęła się mniej więcej w momencie, gdy młody Zeus dorósł do męskiego wieku. Wówczas wrócił z groty Ida na Krecie, okryty egidą aby obalić swojego ojca, Kronosa i wypełnić tym samym plan przygotowany przez Reę lata temu. Po dotarciu do tronu tytanów na szczycie nieboskłonu, planował otwarcie zaatakować, jednak za radą Metydy (Metis) Rea podała Kronosowi zioła, które wywołały wymioty. Kronos zwrócił ze swoich wnętrzności rodzeństwo Zeusa (które wcześniej połknął), czyli Posejdona, Hadesa, Herę, Demeter i Hestię. Zeus zabrał swoje rodzeństwo i obwarował się na najwyższej górze Grecji – Olimpie. Stamtąd dowodził nierówną walką, jednak szala zwycięstwa miała wkrótce się przechylić.

## Zmiana stron
Tytanów było nieporównywalnie więcej – większość świata, w tym śmiertelnicy, byli po ich stronie, w dodatku samych tytanów było dwunastu, a olimpijczyków sześciu. Jednak Zeus zaczął ściągać na swoją stronę dzieci tytanów, i w ten sposób przyłączyli się do niego m.in. Helios, czy Prometeusz. Jednak po stronie Kronosa byli wciąż ci najpotężniejsi, włączając w to jego matkę, Gaję, czyli pradawną praboginię, matkę wszystkiego. Właśnie jej wsparcie dawało Kronosowi zwycięstwo. Jednak Prometeusz, syn Japeta, był jednym z najsprytniejszych tytanów – zdołał przekonać Gaję do przejścia na jego stronę, udało mu się to nawet z niektórymi braćmi Kronosa, w tym Okeanosem.

## Obalenie czterech filarów
Gdy walka zbliżała się do decydującego punktu, Zeus postanowił obalić filary świata tytanów – filary w sensie dosłownym – czterech tytanów: Krios, Kojos, Japet i Hyperion stanowili cztery filary, które podpierały Uranosa (nieboskłon) przed upadkiem na ziemię. Aby zadać najważniejszy cios tytanom, Zeus postanowił obalić tę czwórkę i strącić ich w otchłanie Tartaru. Nie było to jednak łatwe.

## Uwolnienie cyklopów i Sturękich
Za radą Gai i Prometeusza, Zeus uwolnił z Tartaru potwornych i dzikich braci Kronosa: cyklopów i hekatonchejrów. Te potworne monstra, dzieci Uranosa i Gai, z wdzięczności Zeusowi za ich uwolnienie, walczyły po jego stronie. To ich siła przeważyła szalę zwycięstwa na stronę Olimpijczyków. W końcu, cyklopi zaczęli kuć dla Zeusa pioruny, którymi mógłby on powalić cztery filary nieboskłonu. Zeus rzeczywiście wykorzystał owe pioruny i wybył na skraje świata.

## Upadek nieboskłonu
Moment jego nieobecności postanowił wykorzystać Kronos. Wysłał swojego bratanka, Atlasa, aby ten zwalczył Olimpijczyków, którzy bez Zeusa byli o połowę słabsi. Atlas z łatwością dostał się na szczyt Olimpu i jedną ręką powalił Posejdona, a następnie kilkoma ciosami położył na łopatki Hadesa. Gdy już zamierzał pozbawić czci osamotnione boginie, Zeus właśnie strącił piorunami czterech tytanów podtrzymujących nieboskłon, Atlas więc postanowił ratować świat i czym prędzej popędził w dół niebiańskiej góry i przystając w Afryce, zatrzymał sklepienie niebieskie na swoich barkach. Gdy Zeus to ujrzał, uznał, że jest to dla Atlasa należyta kara za walkę przeciwko Olimpijczykom. Atlas zgodnie z mitologią – do dziś trzyma sklepienie na swoich barkach.

## Pokonanie Kronosa
Kronos pozostał sam na szczycie nieboskłonu, broniąc swojego tronu, gdyż nawet jego małżonka (i siostra) Reja go opuściła. Dzięki sile cyklopów i sturękich Zeus wdarł się na szczyt nieboskłonu i zdołał stanąć do osobistej walki ze swoim ojcem. Po ciężkim starciu, które zniszczyło duży obszar Ziemi pod walczącymi, Zeus ostatecznie uderzył swojego ojca piorunem i strącił go w otchłań Tartaru.

## Następstwa
Wprawdzie był to oficjalny koniec tytanomachii, gdyż wszyscy tytani zostali pokonani, jednak owe starcie kładło się cieniem na najbliższe lata: wkrótce przeciwko Zeusowi wystąpili Tyfon i giganci, jednak są to już zupełnie inne starcia, będące jednak echem tego, gdyż zarówno Tyfon, jak i giganci nie godzili się z porządkiem nastałym po upadku tytanów.

## Wynik
Oficjalne zakończenie tytanomachii nastąpiło, gdy w ranek po obaleniu Kronosa (które wydarzyło się o północy) Zeus, Posejdon i Hades podzielili między siebie świat następująco: Zeus wziął niebiosa i rządy nad wszystkimi bogami, Posejdon wziął morza i oceany, Hades ponure otchłanie Podziemia, Demeter zaopiekowała się samą ziemią i jej urodzajem, Hestia śmiertelnikami, a Hera światem emocji i odczuć, zostając między innymi opiekunką małżeństwa. Inne ważne figury w tej walce, Helios i Okeanos, zostali inaczej zaspokojeni. Na temat rozwiązania, które wypracowano z Heliosem, więcej można przeczytać w haśle Helios, a Okeanos na własne życzenie, odszedł na krańce świata, razem ze swoją małżonką Tetydą.

## Tytanomachia w literaturze
- Opis tytanomachii pojawia się w dziele Teogonia autorstwa Hezjoda.